# Марина Арсенијевић
Марина Арсенијевић (Београд, 1970) америчко-српска је пијанисткиња и композиторка. Позната је по свирању на провидном клавиру, снимању популарних албума у својој родној земљи и извођењу у телевизијској емисији ПБС са својим оригиналним композицијама.

## Биографија
Марина Арсенијевић је рођена у Београду 1970. године. Почела је да свира клавир у својој четвртој години, а са девет година је наступала пред публиком од 2.000 људи. Почела је студије високог образовања рано, када је имала само петнаест година, а касније је магистрирала на Универзитету уметности у Београду.
Арсенијевић је компоновала и наступала у класичном крос-овер стилу, миксајући и трансформирајући жанрове. Она је описана као „јединствена за уши, али позната души", и њене композиције су комбинација етно ритма са класичним техникама. Снимила је „Ethno Classic & Wolfgang Amadeus Mozart” 1997. године и „Mother Tongue" 1999. године, оба албума су произведена у Србији. У Сједињеним Државама је 2002. издала „My Balkan Soul” као и „Chopin: Waltzes” 2004. године, „Fire & Soul” 2007. године и „Marina at West Point” 2010. године.

### Период до 1999. (Југославија)
Као концертни извођач у Србији деведесетих, Марина Арсенијевић је освојила неколико међународних клавирских такмичења у Италији и бившој Југославији. Такође је постала позната по свирању на свом провидном клавиру од плексигласа, који је направила немачка компанија Шимел. Њени мировни концерти који су се супротстављали сукобима на Косову узнемирили су неке владине званичнике и стога јој је било забрањено да се појављује на телевизији. Она је уместо тога наступала у тржним центрима, хотелима и концертним халама. Године 1999, последњег дана бомбардовања, Марина је представила своју нову композицију „Косово” у Народном музеју у Београду. Док је свирала дубоко испреплетане хришћанске и муслиманске мелодије „Косова” са сузама по лицу, приметила је и да је публика почела да плаче, јер су сви у концертној дворани схватили да Југославија, као удружена мултикултурална нација, више не постоји. Сутрадан је Марина саветована да одмах напусти земљу ради своје сигурности. Била је одведена у америчку амбасаду у Будимпешти, где је посебним конгресним уговором успела да уђе у Сједињене Државе као уметник изузетних способности. После свргавања екстремиста, Марину је новооснована влада позвала да се врати у Србију на европску концертну турнеју, а преко 300.000 обожавалаца дошло је да чује музику која је помирила нацију претходно захваћену мржњом и насиљем. Након трагедије 11. септембра, Марина је осетила обавезу да се врати у Сједињене Државе да изведе серију добротворних концерата за жртве и њихове породице у Пенсилванији и Мериленду и да се захвали америчком народу за њихову великодушност у давању азила у Сједињеним Државама избеглицама из мешовитих српско-муслиманских бракова који су прогнани из Босне.

### Период од 2000. (САД)
Арсенијевић је наставила своју музичку каријеру у Сједињеним Државама, наступајући у Карнеги Холу 2003. и 2004. године. Програм „Marina in America” састојао се од класичне крос-овер музике упарене са мултимедијалном представом. Исте године, она је наступала у Белој кући за ручак Прве даме са бившом првом дамом Лором Буш и Шери Блер, супругом бившег премијера Уједињеног Краљевства. Марина Арсенијевић је наступала у опери Шеридан у Телјурајду, Колорадо за астронаута Нила Армстронга, у част Фондације Само за децу. Године 2004. одржала је концерт у Форумском аудиторијуму у Харисбургу, Пенсилванија. Такође је наступала у Чикашком симфонијском центру, Чикашком морнаричком доку и Уметничком центру у Торонту. Критичари описују њене композиције као „невероватно оригиналне" и „задивљујуће за душу".
Од 2008. године, Марина Арсенијевић наступа са светски познатим оркестром Војне академије Вест Поинт и Вест Поинт кадетским клубом. Комад „Marina at West Point: Јединство кроз различитости” креирали су и извели Марина и удружени ансамбли Вест Поинт оркестра и Вест Поинт кадетског клуба од 120 чланова. Концерт је снимљен уживо у историјској дворани Ајзенхауер у Вест Поинту и наставиће се емитовати широм земље током 2019. Овај комад покрива широки репертоар који чине Лист, Шопен, као и Боемска рапсодија групе Квин. Укључене су и њене оригиналне композиције, преплићући муслиманске и хришћанске мелодије инспирисане српским и балканским ритмовима. ТВ емисија је добила номинацију за Еми и емитована је на ПБС ТВ станици, са око 180 милиона гледалаца од 2009. године, чинећи је једним од најдужих концертних програма дистрибуираних на америчкој јавној телевизији. Пратећи албум објављен је 2009. године, чији је продуцент био добитник награде Греми Грегори К. Сквајерс, а аранжман је урадио вишеструки добитник Еми награде Ед Грин.
Током 2013. године, Марину Арсенијевић је интервјуисао Еј-Би-Си њуз канал о њеном заједничком добротворном концерту са Мичигенском филхармонијом под називом Клавирске авантуре, који је укључивао класичну музику која се чула у телевизијским рекламама. Следеће године компоновала је музику за документарац "Кула људима", а такође је наступала на премијери филма на Менхетну. Марина се вратила у Вест Поинт за концерт на Празник рада 2014. године, изводећи своју оригиналну композицију Балканска свита („"Balkan Suite"”). Марина је изабрана да отвори церемонију додељивања Међународне награде за књижевни мир у Дејтону, Охајо 2015. године, која је такође била 20. годишњица историјског Дејтонског мировног споразума који је завршио најкрвавији сукоб у Европи од Другог светског рата. Током 2017. Марина Арсенијевић отворила је комеморативни програм у Вест Поинту на којем се обележавала 72. годишњица ослобођења Аушвица са својим аранжманом America the Beautiful у комбинацији са Шопеновом Револуционарном Етудом. Предстојећи пројекти укључују композицију музике за игру Бродвеја о животу Милеве Марић Ајнштајн, надарене математичарке и супруге Алберта Ајнштајна, чији се занемарени доприноси сада сматрају интегралним за стварање Теорије релативности. Марина такође компонује музику за позоришну, филмску и концертну сцену у знак обожавања живота њеног сународника, познатог научника Николе Тесле.
Марина Арсенијевић је изјавила да „музика има моћ да комуницира без речи, разбија границе и спаја људе, у добру и злу, а такав утицај треба користити у дипломатији".

## Награде и признања
Године 2010, Марина Арсенијевић је номинована за награду Еми за своје музичке композиције које је извела у ПБС емисији „Marina at West Point: Unity through Diversity”. Академија Светог Срца у Мичигену дала јој је награду "Лидери савести" 2011. године, а 2014. године је добила Медаљу части острва Елис, која се додељује имигрантима који живе у Сједињеним Државама. Била је похваљена за стварање „мешавине различитих етничких мелодија и ритмова”. 
Током 2018. Марина је награђена од стране заменика премијера и министра иностраних послова Ивице Дачића Орденом Витеза Светосавског пацифизма, на церемонији одавања почасти онима који су заслужили високо дипломатско признање, за њен рад у промовисању српске културе и традиције кроз њену мисију "Јединственост кроз разноликост".